# La Tombe du croisé
La Tombe du croisé (Crusader's Tomb ou A Thing of Beauty) est un roman de A. J. Cronin publié en 1956.

## Résumé
La vie de Stephen Desmonde, un homme qui sacrifie son avenir et sa famille pour son art, la peinture.